# Liste der Überquerungen des Col de Vars im Rahmen der Tour de France
Insgesamt wurde der Col de Vars im Rahmen der Tour de France 34-mal überquert. Die Liste beinhaltet nicht die geplanten Streckenführungen von 1923 und 1957, auf denen der Pass passiert hätte werden sollen. Die nächste Überquerung der Tour de France ist bei der 19. Etappe am 19. Juli 2024 geplant.
Aufgrund der beiden Weltkriege fand die Tour de France in den Jahren von 1915 bis 1918 sowie 1940 bis 1946 nicht statt.

## Überquerungen
| Jahr | Etappe     | Bergwertung  | Auffahrt | Erster Fahrer       |
| ---- | ---------- | ------------ | -------- | ------------------- |
| 1922 | 10. Etappe | -            | Süd      | Philippe Thys       |
| 1924 | 10. Etappe | -            | Süd      | Nicolas Frantz      |
| 1925 | 13. Etappe | -            | Süd      | Bartolomeo Aimo     |
| 1926 | 14. Etappe | -            | Süd      | Bartolomeo Aimo     |
| 1927 | 16. Etappe | -            | Süd      | Nicolas Frantz      |
| 1933 | 9. Etappe  | Bergwertung  | Nord     | Vicente Trueba      |
| 1934 | 9. Etappe  | Bergwertung  | Nord     | René Vietto         |
| 1935 | 9. Etappe  | Bergwertung  | Nord     | Félicien Vervaecke  |
| 1936 | 9. Etappe  | Bergwertung  | Nord     | Julián Berrendero   |
| 1937 | 9. Etappe  | Bergwertung  | Nord     | Edward Vissers      |
| 1938 | 14. Etappe | Bergwertung  | Süd      | Gino Bartali        |
| 1939 | 15. Etappe | Bergwertung  | Süd      | Edward Vissers      |
| 1947 | 09. Etappe | 1. Kategorie | Nord     | Jean Robic          |
| 1948 | 13. Etappe | 2. Kategorie | Süd      | Jean Robic          |
| 1949 | 16. Etappe | 2. Kategorie | Süd      | Ferdy Kübler        |
| 1950 | 18. Etappe | 1. Kategorie | Süd      | Louison Bobet       |
| 1951 | 20. Etappe | 1. Kategorie | Nord     | Fausto Coppi        |
| 1953 | 18. Etappe | 1. Kategorie | Süd      | Adolphe Deledda     |
| 1955 | 09. Etappe | 1. Kategorie | Nord     | Charly Gaul         |
| 1958 | 20. Etappe | 1. Kategorie | Süd      | Antonino Catalano   |
| 1960 | 16. Etappe | 1. Kategorie | Süd      | Imerio Massignan    |
| 1962 | 18. Etappe | 2. Kategorie | Süd      | Eddy Pauwels        |
| 1964 | 09. Etappe | 1. Kategorie | Nord     | Julio Jiménez       |
| 1965 | 16. Etappe | 1. Kategorie | Süd      | Cees Haast          |
| 1967 | 11. Etappe | 2. Kategorie | Nord     | Georges Chappe      |
| 1969 | 11. Etappe | 1. Kategorie | Nord     | Gabriel Mascaró     |
| 1972 | 13. Etappe | 1. Kategorie | Süd      | Raymond Delisle     |
| 1975 | 16. Etappe | 2. Kategorie | Süd      | Joop Zoetemelk      |
| 1986 | 17. Etappe | 1. Kategorie | Süd      | Eduardo Chozas Olmo |
| 1989 | 16. Etappe | 1. Kategorie | Süd      | Bruno Cornillet     |
| 1993 | 11. Etappe | 1. Kategorie | Nord     | Davide Cassani      |
| 2000 | 14. Etappe | 1. Kategorie | Süd      | Jens Heppner        |
| 2017 | 18. Etappe | 1. Kategorie | Süd      | Alexei Luzenko      |
| 2019 | 18. Etappe | 1. Kategorie | Süd      | Tim Wellens         |
| 2024 | 19. Etappe | HC-Kategorie | Nord     |                     |